# Reichenbachia polita
Reichenbachia polita är en skalbaggsart som först beskrevs av Brendel 1890.  Reichenbachia polita ingår i släktet Reichenbachia och familjen kortvingar. Inga underarter finns listade i Catalogue of Life.